# 미트 더 스파르탄
미트 더 스파르탄(Meet the Spartans)은 2008년 개봉한 미국, 캐나다의 영화이다. 영화 300를 패러디하였다.
부정적인 평가를 받았으며 지금까지 만들어진 최악의 영화 목록에 여러 개 포함되었다. 3천만 달러의 예산으로 총 8,400만 달러를 벌어들였다.

## 줄거리
이 영화는 스파르타 장로가 세 아기를 살펴보는 장면으로 시작된다. 흉측한 외모의 아기 오거는 버려지고, 브래드 피트와 안젤리나 졸리가 베트남 아기를 입양한다. 근육질의 외모를 가진 세 번째 아기 레오니다스는 스파르타 전사로 받아들여져 가혹한 훈련을 받으며 왕이 될 준비를 한다. 성인이 된 레오니다스는 혹독한 겨울을 견디고, 갱스터 펭귄을 사냥한다. 펭귄 가죽 모자를 쓰고 왕으로 즉위한 레오니다스는 마고의 에로틱한 춤에 반해 청혼하고, 마고는 갑옷으로 된 정조대의 비밀번호를 알려준다.
세월이 흘러 레오니다스가 아들을 훈련시키던 중, 페르시아 사자가 도착해 스파르타의 항복을 요구한다. 사자의 무례함과 아내와의 추태에 분노한 레오니다스는 사자를 구덩이에 던져 버린다. 이어서 사자의 경호원과 여러 유명 인사들까지 구덩이에 던진다. 페르시아에 맞서기로 결심한 레오니다스는 예언자에게 조언을 구하고, 그들은 레오니다스가 전쟁에 나가면 죽을 것이라고 말한다.
밤새 아내와 고민한 레오니다스는 테르모필레로 떠나기 위해 모인 군인들 앞에 선다. 엄격한 기준 때문에 13명만이 군대에 합류한다. 그중에는 캡틴, 그의 아들 소니오, 그리고 약간 몸이 불편한 딜리오도 있다. 요새에 도착하자 그들은 파리스 힐튼을 만나고, 힐튼은 페르시아가 스파르타를 우회할 수 있는 비밀 염소길에 대해 알려준다. 힐튼을 군인으로 받아달라는 요청에 레오니다스는 그녀가 창을 제대로 사용하지 못한다는 이유로 거절한다. 레오니다스 군대는 페르시아 사자와 불멸자들과 마주하고, 춤 대결에서 승리한 후 절벽 아래로 몰아낸다. 감탄한 크세르크세스는 레오니다스를 회유하려 하지만 거절당하고, 스파르타는 페르시아 군대와 "요 엄마" 싸움을 벌여 승리한다. 그러나 딜리오는 눈을 잃고 길을 헤맨다.
힐튼은 페르시아에 염소길을 알려주고, 크세르크세스는 남은 12명의 스파르타 병사들과 전쟁을 시작한다. 한편 스파르타에서는 마고 여왕이 트레이토로와 대립하고, 마고는 트레이토로가 자신을 배신하자 '스파이더맨 3' 패러디 격투에서 그를 물리친다. 트레이토로의 배신이 드러나자 평의회는 여왕과 뜻을 함께 한다.
테르모필레 전투에서 페르시아는 비밀 병기인 고스트 라이더와 록키 발보아를 내세우고, 발보아는 소니오를 죽인다. 캡틴은 소니오의 복수를 하지만 크세르크세스에게 쓰러진다. 레오니다스는 크세르크세스를 추격하고, 크세르크세스는 "트랜스포머 큐브"를 이용해 거대 로봇으로 변신하지만, 실수로 전선에 걸려 넘어져 레오니다스와 스파르타 병사들을 깔아 죽인다. 맹인이 된 딜리오는 스파르타로 돌아가 레오니다스의 죽음을 알린다. 일 년 후 딜리오는 더 큰 스파르타 군대를 이끌고 페르시아를 물리치기 위해 나서지만, 길을 잘못 들어 말리부에 도착하여 재활원을 나서는 린제이 로한을 쓰러뜨린다.
영화는 '아메리칸 아이돌' 무대에서 출연진들이 "I Will Survive"를 부르는 장면으로 끝난다.

## 출연
- 숀 맥과이어 - 레오니다스 역
- 카르멘 엘렉트라 - 여왕 마고 역
- 켄 데이비찬 - 크세르크세스 역
- 케빈 소르보 - 캡틴 역
- 다이드리흐 바더 - 트라이토로 역
- 메소드 맨 - 페르시아 밀사 역
- 자렙 도플레이즈 - 딜리오 역